# لعب الميت (فلم)
لعب الميت (بالإنجليزية: Play Dead) هو فيلم رعب أمريكي صدر عام 2022 من إخراج باتريك لوسير وكتابة سيمون بويز وآدم ماسون. وبطولة بايلي ماديسون وجيري أوكونيل. تتبع هذه المؤامرة طالبة علم الإجرام كلو التي تزيف موتها لاقتحام مشرحة ، من أجل استرجاع دليل يربط شقيقها الأصغر بجريمة ارتكبت خطأً.

## روابط خارجية
- لعب الميت على موقع IMDb (الإنجليزية)
- لعب الميت على موقع روتن توميتوز (الإنجليزية)
- لعب الميت على موقع ألو سيني (الفرنسية)
- لعب الميت على موقع قاعدة بيانات الفيلم (الإنجليزية)
- لعب الميت على موقع ليتربوكسد (الإنجليزية)
- لعب الميت على موقع كينوبويسك (الروسية)